# Open Workbench
Open Workbench è un software libero di project management focalizzato sulla programmazione. È un'alternativa a Microsoft Project.
Open Workbench fu originariamente sviluppato nel 1984 da Christopher H. Murray e Danek M. Bienkowski sotto il nome di "Project Manager Workbench" (PMW). Successivamente cambiarono il nome in "Project Workbench" (PW). Fuori dagli USA e dell'America del sud era commercializato da Hoskyns come "Project Manager Workbench" (PMW). Niku Corporation, fondata da Rhonda e Farzad Dibachi nel 1998, acquisì ABT e i suoi prodotti nel 2000. Niku decise di rendere il software open source e lo rinominò Open Workbench. Computer Associates, oggi CA Technologies, acquisì Niku nel 2005.
L'ultima versione la 1.1.6 è del 3 marzo 2008.